# Vogelbekstroomlijn

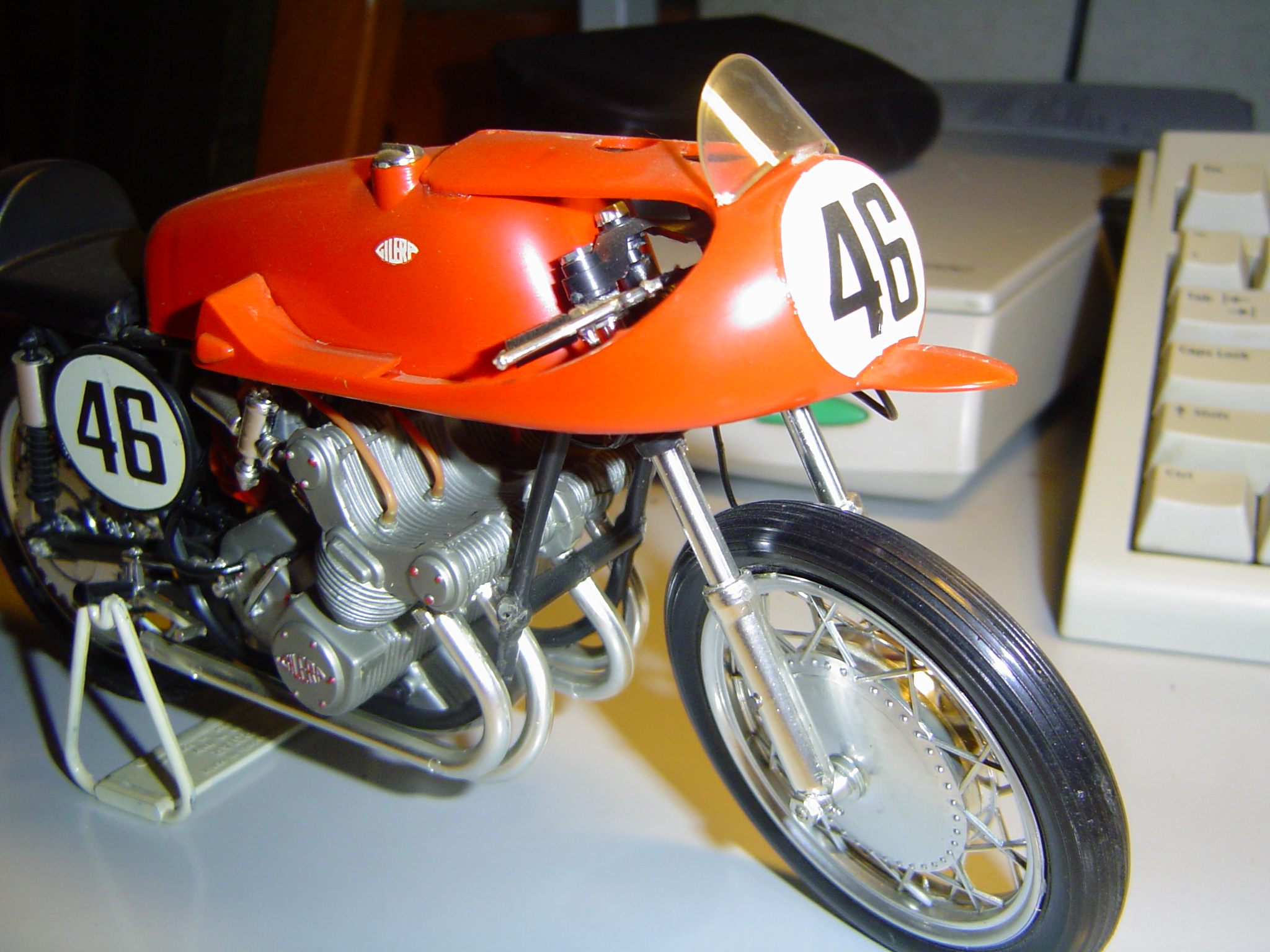
Deze vogelbekstroomlijn werd door Gilera in de jaren vijftig gebruikt op langzamere circuits. De zware druppelstroomlijn was niet zo snel op echte stuurcircuits

Een vogelbekstroomlijn is een racekuip voor motorfietsen, die leek op de tophalf, maar een klein spatbordje aan de voorkant had dat op een vogelbek leek.
De vogelbekstroomlijn was op stuurcircuits de vervanger van de druppelstroomlijn, vanwege het lage gewicht. De kuip was niet aan de voorvork gemonteerd, maar aan het frame, en liep vaak door tot over en naast de tank.